# 大日本帝国海軍の歴史
この大日本帝国海軍の歴史（だいにほんていこくかいぐんのれきし）は、日本の海軍史における大日本帝国海軍の歴史に焦点をあてたものである。

## 前史
日本の近代的海軍は幕末に始まった。1853年、ペリーが来航し開国を求めると、江戸幕府は海防の強化に乗り出した。その一環として、オランダに蒸気軍艦を発注すると共に、1855年には長崎海軍伝習所を設立し、海軍士官養成を開始した。海軍伝習所は幕府伝習生以外に諸藩の伝習生の受け入れも行ったため、幕府海軍だけでなく有力諸藩も海軍を整備した。幕府は64隻、諸藩合計で127隻の洋式艦船を取得していたとの最近の研究がある。幕府が設立した長崎製鉄所は三菱重工業長崎造船所へ、横須賀造船所は横須賀海軍工廠へと発展し、その後の海軍の発展に大きく寄与していく。
幕府・各藩ともに所有したのは輸送船が中心で陸兵の輸送を主任務としていたが、幕府海軍は富士山丸や開陽丸といった本格的な軍艦も所有していた。戊辰戦争では、阿波沖海戦、寺泊沖海戦、宮古湾海戦、箱館湾海戦が発生している。
なお、幕末の日本の軍事力の強化を見た清の李鴻章は、1864年の段階で「清が『自強』に成功しなければ、日本は西洋にならって中国侵略に参加することになるだろう」と、日本が将来清の脅威となる可能性に言及していたが、これは1895年の日清戦争で現実のものとなった。

## 創立期
注：明治5年（1872年）12月2日の改暦実施以前の日付については、現在の西暦に換算して記載する。

### 創立と組織の確立

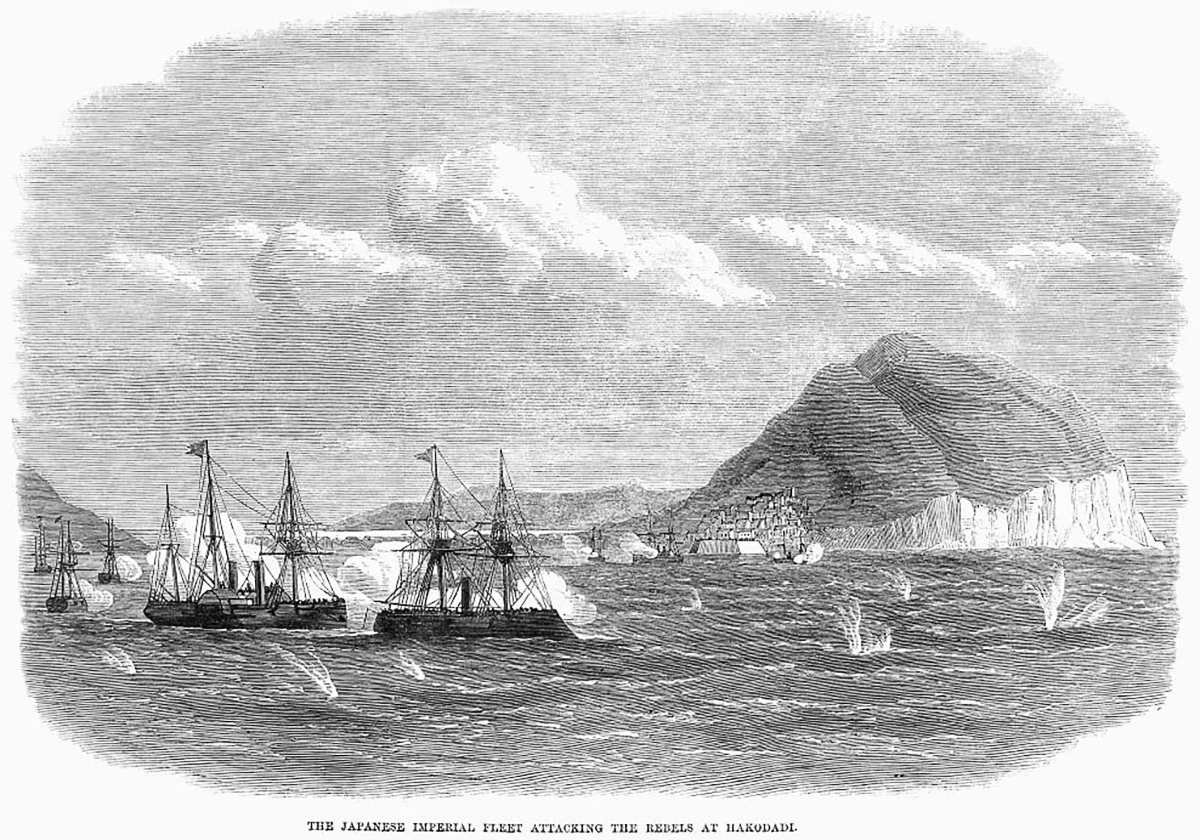
箱館湾海戦の図（1869年）

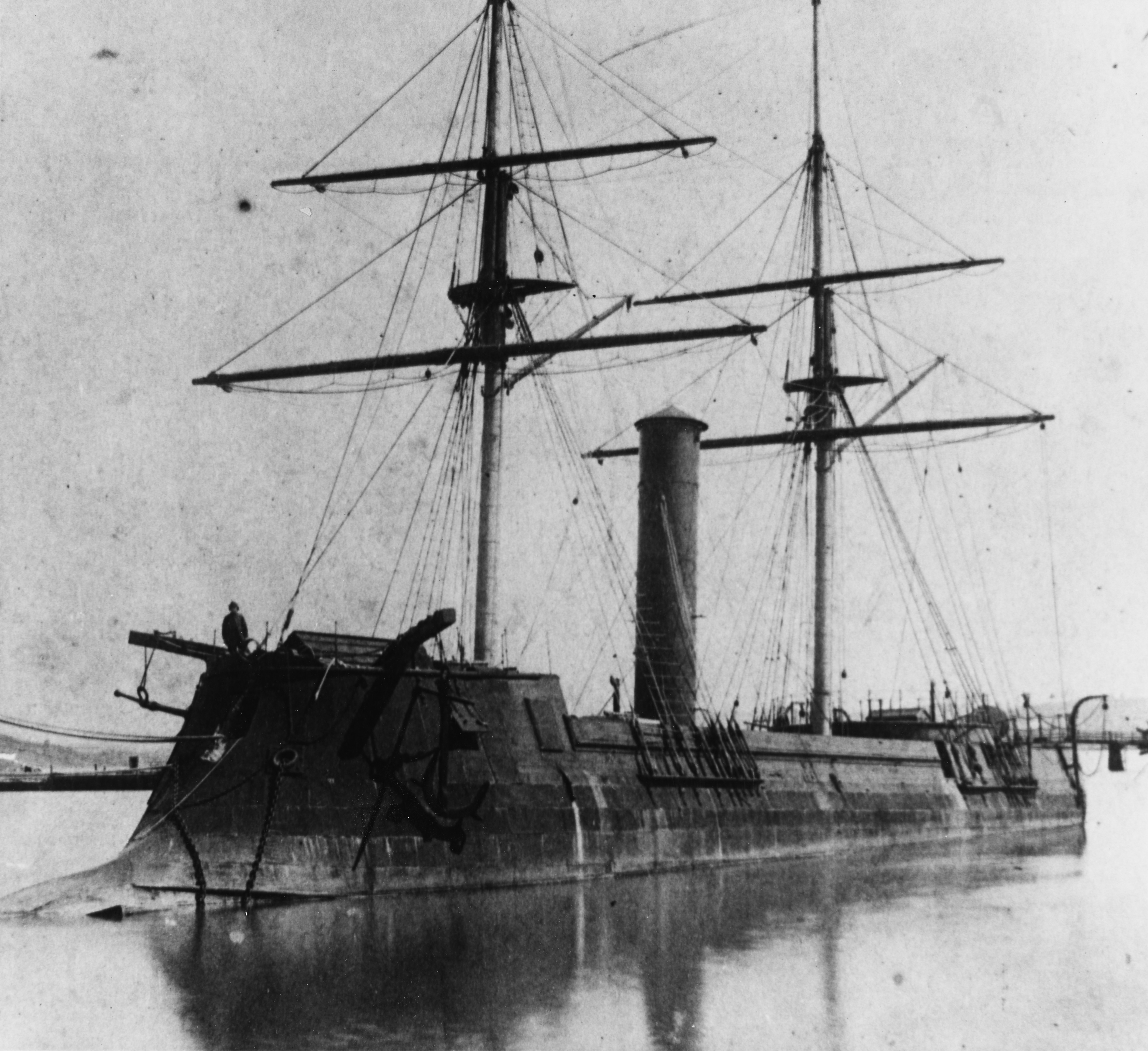
大日本帝国海軍創設時の主力艦東艦

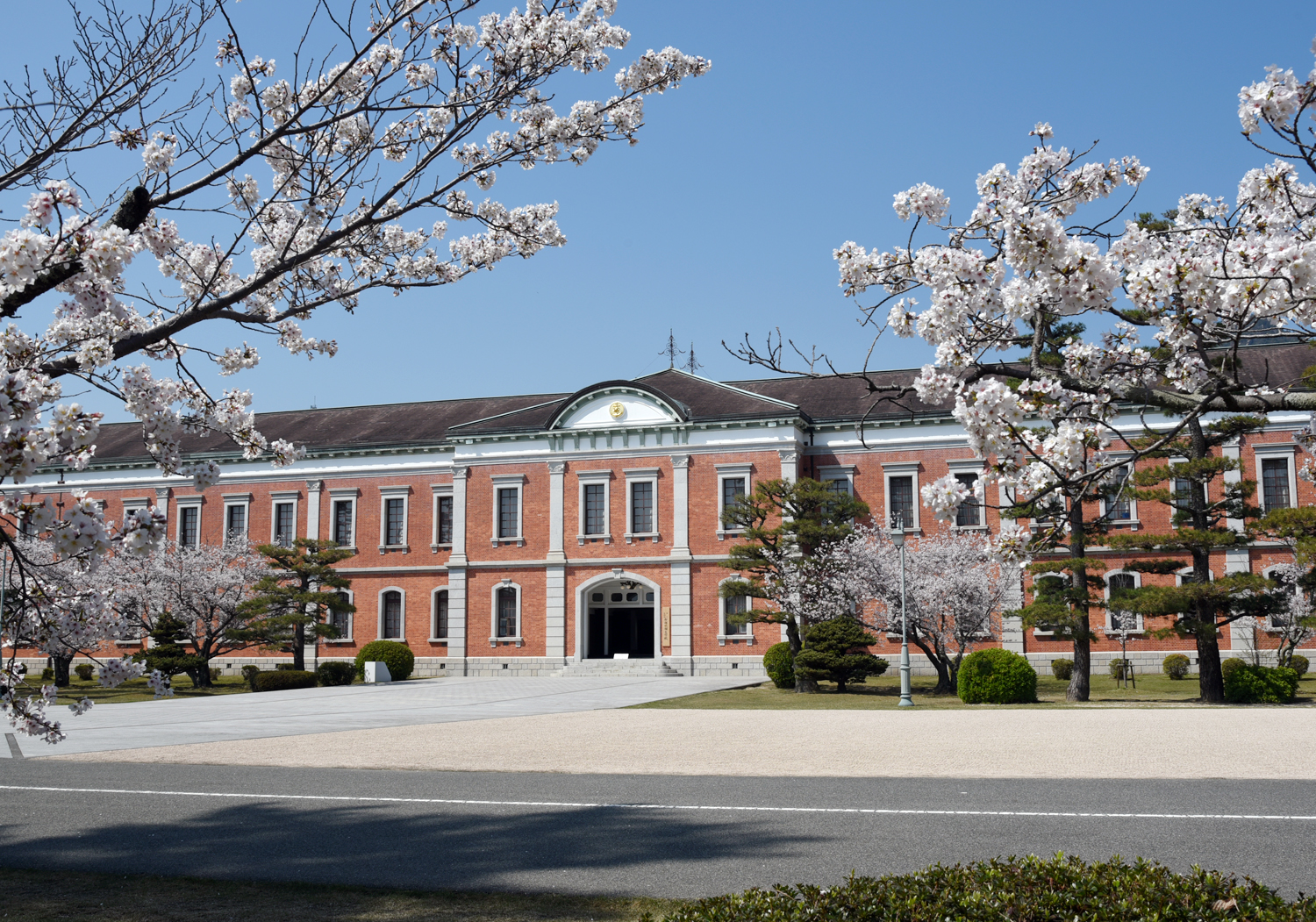
海軍兵学校生徒館（1893年江田島）

1868年1月3日に王政復古の大号令が発せられ明治新政府が樹立されたが、新政府は自前の軍艦を保有していなかった。同年4月18日に大阪の天保山沖で実施された最初の観艦式に参加したのは、各藩が保有する艦艇であった。新政府の最初の艦艇は、5月3日に幕府から引き渡された4隻である。新政府は江戸攻撃を中止する条件として、幕府海軍の全艦艇の引渡しを要求したが、幕府海軍副総裁の榎本武揚はこれに応ぜず4隻のみを引き渡し、自身は8隻を率いて脱走し箱館に蝦夷共和国を樹立していた。新政府の海軍力は蝦夷共和国より劣るものであったため、翌1869年3月15日に新政府は米国が幕府への引渡しを拒否していた装甲艦ストーンウォール（甲鉄）を購入した。甲鉄を旗艦とした新政府艦隊は同年5月20日-6月20日の箱館湾海戦に勝利した。函館湾海戦に参加した新政府の艦艇は6隻であったが、政府保有艦は2隻のみで、残り4隻は藩所有のものを借り上げたものであった。
新政権樹立同日に三職が置かれたが、2月10日に三職・七科のひとつして海陸軍事務科が設立された。その後何度も官制の変更が行われたため、海軍もその影響を受けている。6月11日に七科は七官となり、海陸軍事務科は軍務官と名称変更、その下に海軍局が置かれた。1869年8月15日には二官六省の制が制定され、兵部省の下に海軍掛が置かれた。1871年、海軍掛は海軍部と改称される。1872年4月4日に兵部省を廃し、5日海軍省が置かれた。なお、陸軍（1878年）よりは遅れたが、1886年に参謀本部海軍部が設置され（1893年に海軍軍令部に改称）、軍政と軍令が分離されている。

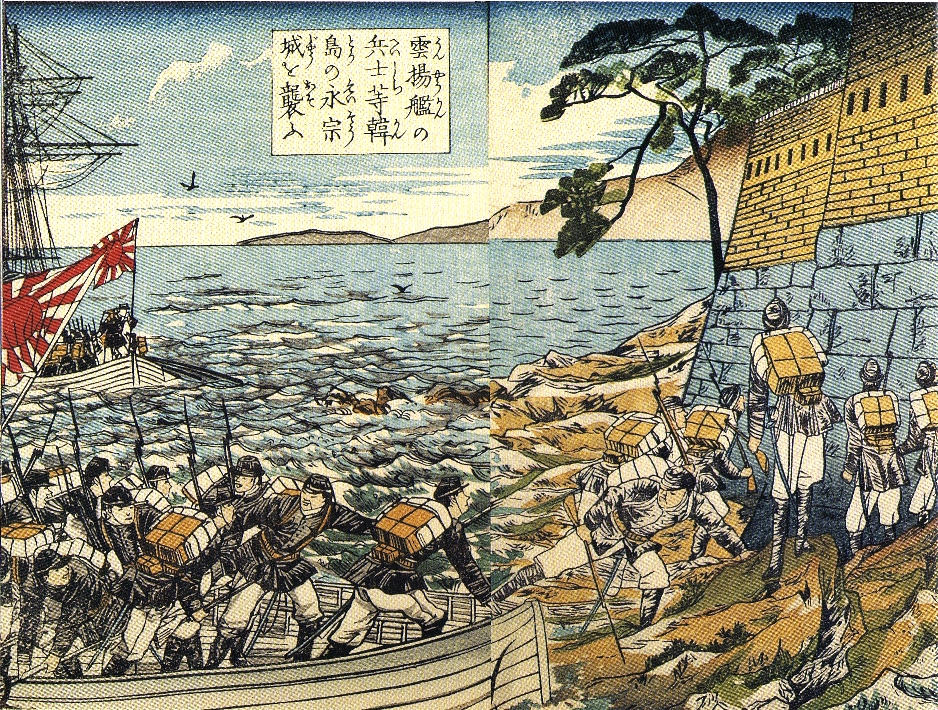
永宗城を攻撃する雲揚の兵士ら（想像図）(1876年)

海軍軍人養成機関として1869年には海軍操練所が設立され（1870年に海軍兵学寮と改称）、1870年10月26日には海軍の兵式をイギリス式とすることが決定された。1872年7月にはイギリスからアーチボルド・ルシアス・ダグラスを団長とするダグラス教官団が来日、本格的な教育が開始されている。1873年1月9日、明治天皇が兵学寮に赴き艦船整列を閲し、海軍始めと定められる。海軍兵学寮は1876年に海軍兵学校と改称された（1888年に江田島に移転）。1878年に海軍兵学校附属機関学校が設置され1881年に海軍機関学校と改称（海軍三校の一つである海軍経理学校は、後れて日露戦争後の1907年創立）、1888年には上級士官の教育機関である海軍大学校が設立された。
1871年4月6日、海軍は志願兵制を採用したが、1872年12月28日に徴兵令に制定された。

### 初期の実戦
箱館政権との海戦を除くと、帝国海軍初の実戦は1874年2月に勃発した佐賀の乱で、陸兵の輸送だけではなく海兵隊も佐賀城占拠に参加している。同年5月には台湾出兵が行われ、艦艇7隻が参加した。1875年の9月の江華島事件は海軍が主に参戦した事件だった。台湾出兵・江華島事件に際して清は積極的な対応を行わなかった。これは2隻の装甲艦（東艦（甲鉄から改名）と龍驤（熊本藩が購入し明治政府に献上））を保有する帝国海軍が、清国海軍の戦力を上回っていると清が判断したためで、清が海軍力増強を開始するきっかけとなった。1877年の西南戦争では薩摩軍背後への上陸作戦、鹿児島への上陸占領や艦砲射撃を実施した。

### 拡張

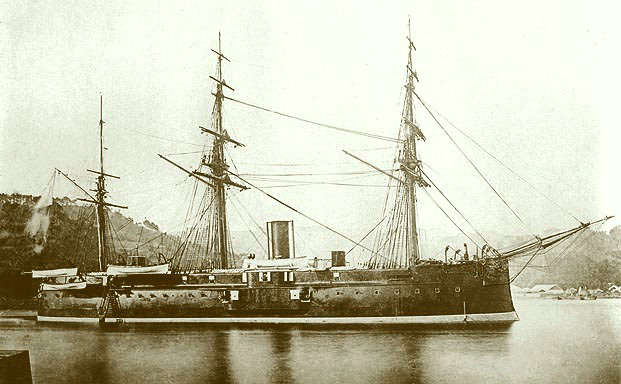
明治初期の主力艦の扶桑

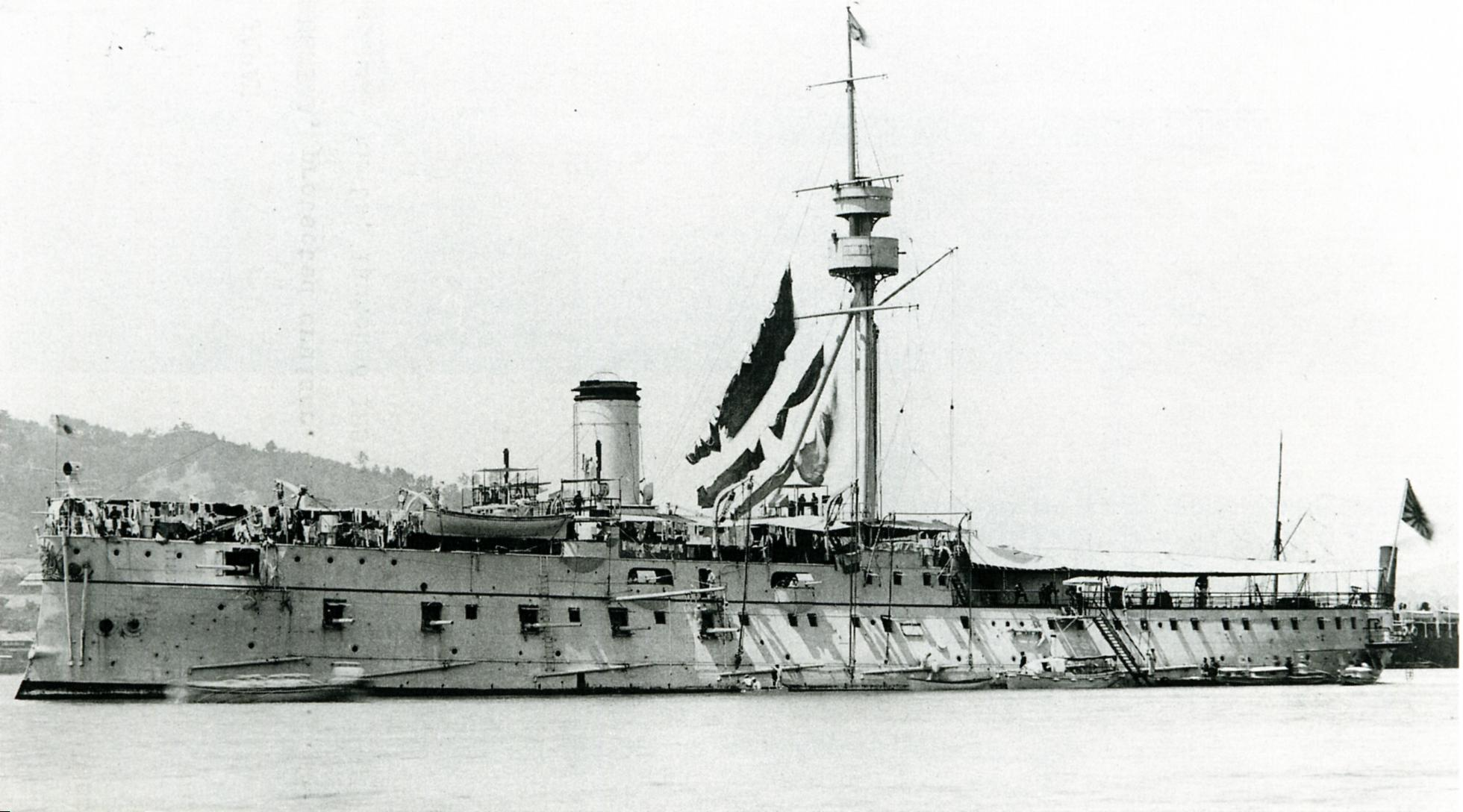
ベルタン設計の松島

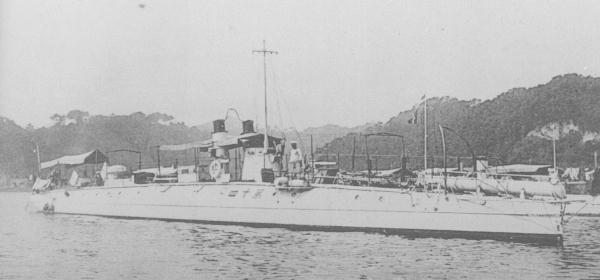
ベルタン設計の第五号型水雷艇

1870年5月30日、兵部大輔であった前原一誠が「大に海軍を創立すべきの議」を提出し海軍の拡張を訴えたが、新政府の財政事情では実現不可能なものであった。その後、各藩が所有していた艦艇が編入されたものの、海軍省設立の1872年時点で軍艦14隻（内装甲艦2隻）・輸送船3隻、総排水量13,832トンに過ぎなかった。海軍省は翌1873年に軍備増強計画を提出したが、陸軍の整備が優先されたため、これも実現しなかった。
1873年、帝国海軍初の国産軍艦である清輝（排水量897トン）が横須賀造船所で起工され、1876年に竣工した。国内の造船所では1000トン程度の艦艇の建造がせいぜいであったため、1875年には海軍大臣川村純義の発案が採用され、イギリスに装甲艦扶桑（常備排水量3,717トン）および金剛型コルベット（常備排水量2,250トン）2隻が発注された。これら3隻は1878年に就役し、初期の帝国海軍の主力艦となった。3隻の設計から日本回航までエドワード・ジェームス・リードに一任され、建艦費用は3隻合計で312万円であったが、1875年の海軍費用352万円の9割近くに相当した。しかし、増強を続ける清国海軍が1885年に定遠級戦艦（常備排水量7,144トン、30.5 cm砲4門）2隻を就役させると、清国に対する海軍力の優越性は失われてしまった（清国はさらに新鋭艦の購入を継続していた）。
他方、1883年から大型装甲艦の建造を含む帝国海軍初の長期軍拡計画が開始されていたが方針が固まらず、防護巡洋艦3隻（浪速型（常備排水量3,709トン）2隻と畝傍（常備排水量3,615トン）。畝傍は回航中に行方不明となったため、代艦として千代田（常備排水量2,439トン）を建造）が発注されたにとどまっていた。1886年にはフランスから招聘された著名な造船技師であるルイ＝エミール・ベルタンが本国で採用されていた青年学派思想（多数の小型艦で大型艦に対抗する）の採用を進言し、これが受け入れられた。ベルタンは大型装甲艦の優先順位を落とし、4000トン級の海防艦4隻および水雷艇の量産（結果的に21隻建造）を優先することとした。実際には海防艦の仕様決定に時間を要したため、小型巡洋艦高雄（常備排水量1,774トン）や通報艦八重山（常備排水量1,609トン）が先行して着工された。海防艦は32 cm砲を1門搭載した松島型防護巡洋艦（常備排水量4,278トン）として実現した。1番艦松島および2番艦厳島はフランスに発注されたが、3番艦の橋立は大型艦建造の経験のために横須賀造船所で建造された。松島型は先進的過ぎる面があったこともあり戦力化まで時間がかかり、このため4番艦はキャンセルされ、やや小型の秋津洲（常備排水量3,150トン）が建造された。ベルタンが1890年に帰国すると、イギリスに防護巡洋艦吉野（常備排水量4,216トン）が発注された。日清戦争は、これらの艦艇で戦うことになる（他に1000トン以下の砲艦4隻建造。防護巡洋艦須磨（常備排水量2,657トン）も横須賀で建造されたが、日清戦争には間に合わず）。新造艦の多くには開発されたばかりのアームストロング社製速射砲を搭載されていた。なお、松島型の性能に満足しなかった海軍は本格的装甲艦（戦艦）の保有を望んだが議会がなかなか承諾せず、明治天皇の建艦詔勅によって1893年にようやく予算が通りイギリスに富士型戦艦2隻が発注されたが、就役は1897年で日清戦争には間に合わなかった。
1882年、旗艦扶桑以下11隻の軍艦で初の常設艦隊である「中艦隊」を編成、1885年には固有名称を有する「常備小艦隊」（扶桑以下8隻）に再編成され、1889年には常備艦隊（浪速以下6隻）へと改編された。日清戦争前の1894年には旧式艦や小型艦からなる「西海艦隊」（編成時名称は警備艦隊）が編成され、常備艦隊と西海艦隊を合わせた「連合艦隊」が設立された。また、艦隊の根拠地として鎮守府が設置された。まず1876年に東海鎮守府が横浜に仮設され、1884年には横須賀に移転・横須賀鎮守府となった。1889年に呉鎮守府と佐世保鎮守府、1901年には舞鶴鎮守府が設立された。鎮守府の直轄組織として造船所を主体とした軍需工場である海軍工廠がおかれた。
1893年に来日したフランツ・フェルディナントによると、当時の日本海軍保有の軍艦は55隻、総トン数55,053、総馬力79,694、大砲総数439、総兵員数6915を数えた。
明治時代の海軍人事は、薩摩閥が圧倒した。1894年（明治27年）に最初の海軍大将が生まれたが、薩摩出身の陸軍中将であった西郷従道という徹底ぶりであった。

## 日清戦争

### 開戦まで
1894年に発生した甲午農民戦争の鎮圧のために朝鮮政府は清に出兵を要請したが、天津条約に基づき日本も6月2日に出兵を決定、6月5日には大本営が設置された。陸軍は直ちに混成第九旅団を編成し、6月16日にはその半数の4000人を仁川上陸させるなど、すでに戦争への準備が整っていた。対する海軍は準備不足であり、松島型3番艦の橋立は6月26日就役したばかりであり、2番艦厳島も修理が必要な状態であった。主力艦艇は6月末に佐世保に集結したが、この時点では戦闘方針も定まっていなかった。このため佐世保沖で連日艦隊運動訓練と模擬海戦が行なわれ、坪井航三少将の主張する単縦陣を戦闘方針とすることが定められた。この間の7月19日には連合艦隊が編成され、伊東祐亨中将が初代連合艦隊司令長官に任命された。7月23日、連合艦隊は佐世保を出港、朝鮮方面へと向かった。

### 豊島沖海戦
日本政府は清国政府に対して7月19日に5日間の猶予付最後通牒を送っており、その回答期限が切れた7月25日には両国は実質的に戦争状態にあった。坪井少将が率いる連合艦隊の第一遊撃部隊（吉野（常備：4,216トン）、秋津洲（常備：3,150トン）、浪速（常備：3,709トン））は仁川沖の豊島付近を偵察していたが、清国海軍の済遠（基準：2,355トン）、広乙（常備：1,000トン）と遭遇、豊島沖海戦が発生した。日本側が済遠に砲撃を集中すると、損害を受けた済遠は戦場から逃走した。このため広乙が集中攻撃を受けたが、広乙は陸近くに擱座、乗員は脱出した。日本側の被害はほとんどなかった。その後砲艦操江（常備：640トン）に護衛された英国国籍の「高陞号」が戦場に到着した。操江は秋津洲が拿捕。高陞号は清国陸軍兵士約1100名を輸送中であったが浪速がこれを臨検し、随航することを命じた。英国人船長はこれに応じたが、清国兵はこれを拒否。このため浪速艦長東郷平八郎大佐はこれを撃沈した。宣戦布告前に英国船が撃沈されたことで英国世論は一旦は硬化したが、後に国際法的に問題ないことが判明し沈静化した（高陞号事件）。

### 黄海海戦
大本営の「作戦大方針」では、海軍が清の北洋艦隊掃討と制海権掌握を担うとされていた。北洋艦隊司令長官の丁汝昌は決戦を望んでいたが、直隷総督李鴻章は北洋艦隊に勝ち目は無いと考え、山東半島の頂点と鴨緑江口を結ぶ線から東方への出撃を禁止していた。しかし、主戦派の翁同龢等がこの方針を批判、出撃を強要し光緒帝もこれに同意した。9月16日、北洋艦隊は陸兵輸送の護衛のため大連湾を出港、この情報を得た連合艦隊も朝鮮半島最西端の仮泊地を出港した。連合艦隊は、坪井少将が率いる快速の防護巡洋艦4隻からなる第一遊撃隊（吉野、高千穂（常備：3,709トン）、秋津洲、浪速）と、伊東中将が直率する本隊に分かれていた。本隊はベルタン設計の4隻（松島型3隻、千代田）と旧式の装甲艦2隻（比叡、扶桑）から構成されていた。加えて、樺山資紀軍令部長を乗せた西京丸と浅海面偵察担当の赤城が随伴していた。翌17日10時頃に連合艦隊は北洋艦隊を発見、午後1時頃から戦闘が開始された。
連合艦隊は第一遊撃隊、本隊の順にそれぞれ単縦陣を構成し、10隻中6隻が中口径速射砲（合計で12 cm速射砲60門、15.2 cm速射砲8門）を装備し、8インチ以上の大口径砲は合計11門、中口径通常砲が合計16門であった。対する北洋艦隊は定遠・鎮遠を中央に10隻が横陣を敷き、8インチ以上の大口径砲は合計24門と連合艦隊を上回っていたが、中口径速射砲は装備しておらず、中口径通常砲も合計28門にすぎなかった。北洋艦隊は日本艦隊を正面に見つつ砲撃、機会を捉えて衝角攻撃を実施する作戦であった。先行する遊撃隊は7ノット程度で航行する北洋艦隊の西側をその倍の速度で北上、時計回りに東に進路を変えつつ、右翼の揚威及び超勇に攻撃を集中した。多数の命中弾を受けた超勇は沈没、揚威も大破・座礁した。遊撃隊は北東方向にあった北洋艦隊別働隊をけん制するために左に転進し北上、再度左に転進して西に向かった後に本隊に合流するべく左に転進して南下した。後続する本隊は、10ノット程度の速度を保ちつつ砲撃を続け、そのまま時計回りに敵の背後に回る。この間に丁汝昌は負傷（定遠の主砲発射の衝撃説と日本軍の砲撃説がある）し、また旗艦・定遠の信号マストが折れたため、それ以降北洋艦隊は艦隊行動がとれず、各艦が個別に戦闘することとなった。遊撃部隊は本隊から離れてしまった比叡と赤城を救援するために反転北上し、さらに西に転進して北洋艦隊の周りを反時計回り周回しつつ砲撃を行ったため、北洋艦隊は本隊・遊撃部隊から十字砲火を受ける形となった。北洋艦隊最左翼にあった済遠と広甲は戦場から逃走、このため最左翼となった致遠は猛射を受けて大損害を受けながらも、衝角攻撃のため吉野に突撃を敢行したが沈没した。残った3隻の巡洋艦は戦場から離脱を試みるが、遊撃隊はこれを追跡、経遠を撃沈した。他方、本隊は残った定遠・鎮遠への攻撃を続けるが、厚い装甲に守られた両艦は沈まず、逆に鎮遠の30.5cm砲弾が松島に命中、松島は旗艦機能を損失した。このため旗艦を橋立に移したが、この間に定遠・鎮遠は戦場から離脱した。速射砲の威力は大きく、北洋艦隊は記録のある5隻だけでも被弾数729発、対する連合艦隊は遊撃隊4隻・26発、本隊6隻・66発で、意図せず戦闘に巻き込まれた赤城が30発、西京丸が12 発の合計134発に過ぎなかった。

### 威海衛

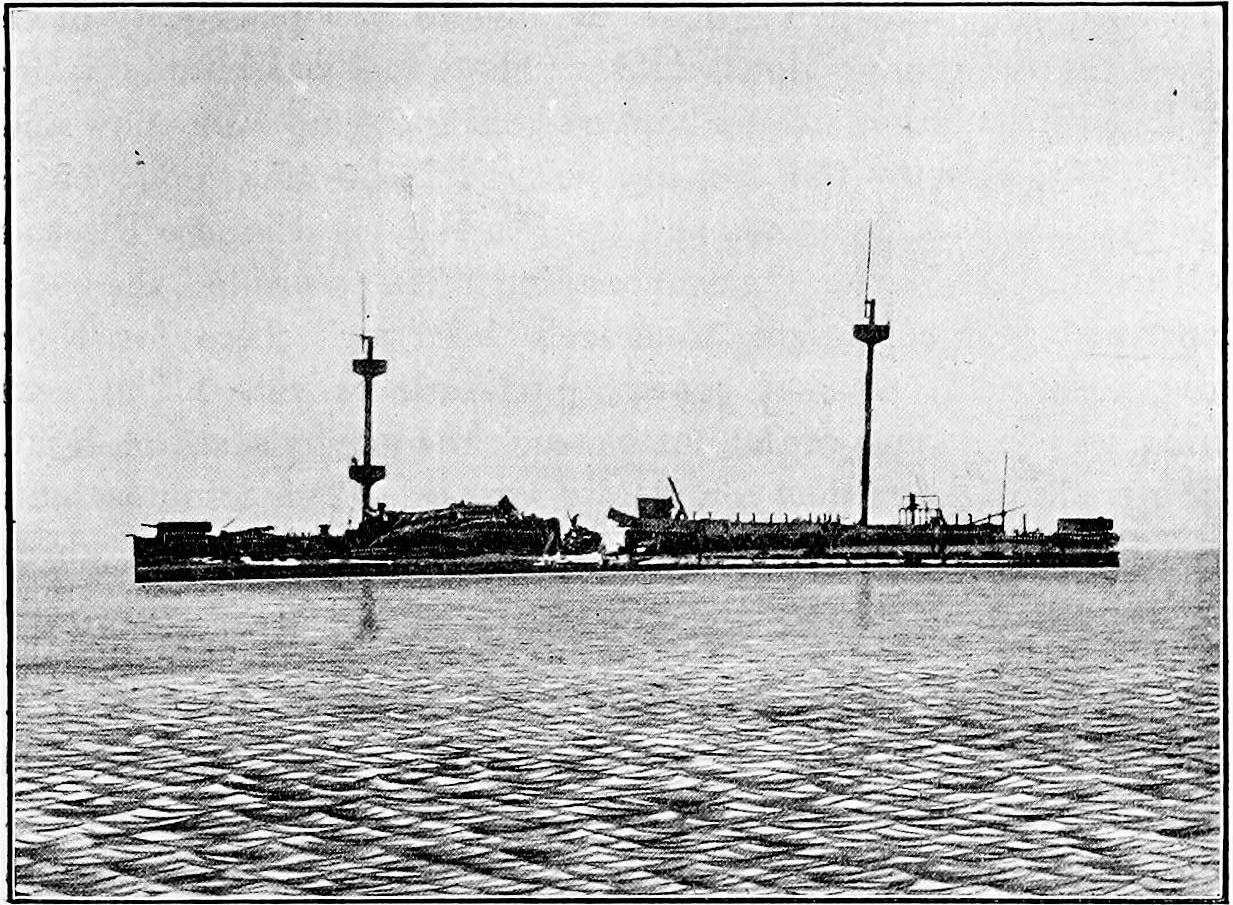
自沈した「定遠」

黄海海戦に敗北した北洋艦隊は威海衛に立て篭もったため、陸海共同での攻略作戦がとられた。伊東司令長官は、陸軍が威海衛を攻撃すれば北洋艦隊は脱出を試みると予測し、連合艦隊を威海衛沖に待機させた。1895年1月30日に威海衛東岸の砲台は占領されたが、北洋艦隊は港内に留まり、艦砲射撃で陸軍を攻撃した。このため、水雷艇による夜襲が行われることとなった。港内の敵艦を水雷艇で攻撃するという作戦は史上初のことであり、イギリス、アメリカ、フランス、ロシアが観戦艦艇を派遣した。2月5日未明、威海衛湾内へ日本海軍の水雷艇10隻が侵入、魚雷を発射できたのは4隻のみであったが旗艦定遠を大破させ（10日に自沈）、翌日には5隻が突入し来遠、練習艦威遠等3隻を撃沈した。9日には陸上からの砲撃により靖遠が爆沈、12日に丁汝昌は自決、北洋艦隊は降伏した。

## 日露戦争

### 六六艦隊

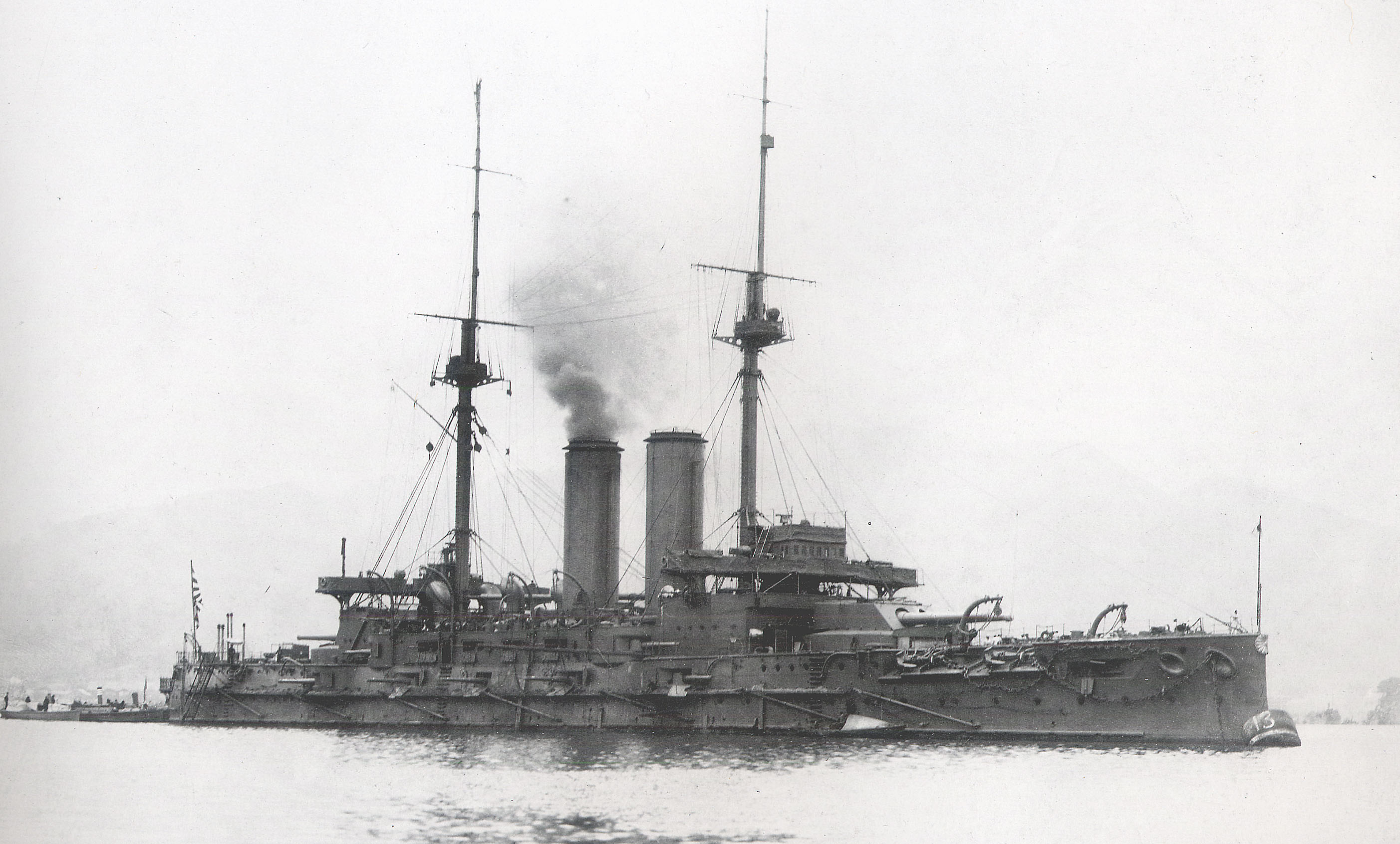
六六艦隊計画で建造された戦艦三笠

日清戦争には勝利したものの、三国干渉に屈したことは日本の国力の不足を痛感させるものであった。1896年に海軍大臣に再任した西郷従道は、同年に戦艦4隻、装甲巡洋艦4隻を中心とする『海軍拡張計画』を提案、議会の承認を得た。翌年には装甲巡洋艦2隻が追加され、すでに建造中であった富士型戦艦2隻を合わせて、戦艦6隻・装甲巡洋艦6隻からなる六六艦隊が実現することとなった。1896年度より1905年度までの10ヵ年計画、予算総額2億1,310万円という莫大なもので、全軍事費3億1,324万円の7割弱が海軍に回された。この計画で就役したのは、敷島型戦艦4隻、装甲巡洋艦6隻（浅間型2隻、八雲、吾妻、出雲型2隻）に加え、防護巡洋艦6隻、通報艦1隻、砲艦3隻、駆逐艦23隻、水雷艇63隻であった。戦艦は全てイギリス製、装甲巡洋艦も全て外国製（イギリス製4隻、ドイツ・フランス各1隻）であったが、防護巡洋艦の内3隻は国産であった。また駆逐艦は新しい艦種であったこともあり16隻がイギリス製であった。
大型艦艇にはバー&ストラウド社製の測距儀が搭載されており、測的盤・照準望遠鏡と合わせて使用することにより正確な射撃が可能となった。1904年12月20日には 『連合艦隊艦砲射撃教範』が出されている。装薬には日清戦争時の黒色火薬に代えて英国製の無煙火薬が使用され、炸薬は純粋ピクリン酸である下瀬火薬、信管は鋭敏な伊集院信管が採用された。また、日清戦争直後にマルコーニが実用的な無線通信を発明すると、海軍はこれに興味を持って研究を進め、1901年には三四式無線機、1903年には三六式無線機を採用して大型艦から順次搭載を開始し、日本海海戦時には駆逐艦以上の全艦艇に搭載されていた。
1903年12月28日には、常備艦隊が解散され、戦艦6隻（12500-15000トン、30.5 cm主砲4門）を中心とした第一艦隊と装甲巡洋艦6隻（10000トン弱、20.3 cm主砲4門）を中心とした第二艦隊、これらを統合する連合艦隊が編成された。連合艦隊司令長官には東郷平八郎中将が任命された。さらに日清戦争時の主力艦からなる第三艦隊も1904年3月には連合艦隊に編入された。日本海軍の駆逐艦以上の総兵力は合計50隻、総トン数233,000トンであった。
対するロシア太平洋艦隊は合計57隻193,000トンであり、主力は旅順の戦艦7隻及び装甲巡洋艦1隻、ウラジオストクの装甲巡洋艦3隻であった。但し、戦艦の内2隻は25.4cm搭載艦であり、残る5隻の30.5 cm搭載艦も敷島型戦艦より2000-3000トン小型であった。また、ウラジオストクの装甲巡洋艦は日本海軍のものより大型ではあったが、4門の20.3 cm主砲は砲塔ではなく砲郭に搭載されていた。

### 仁川沖海戦および旅順口攻撃

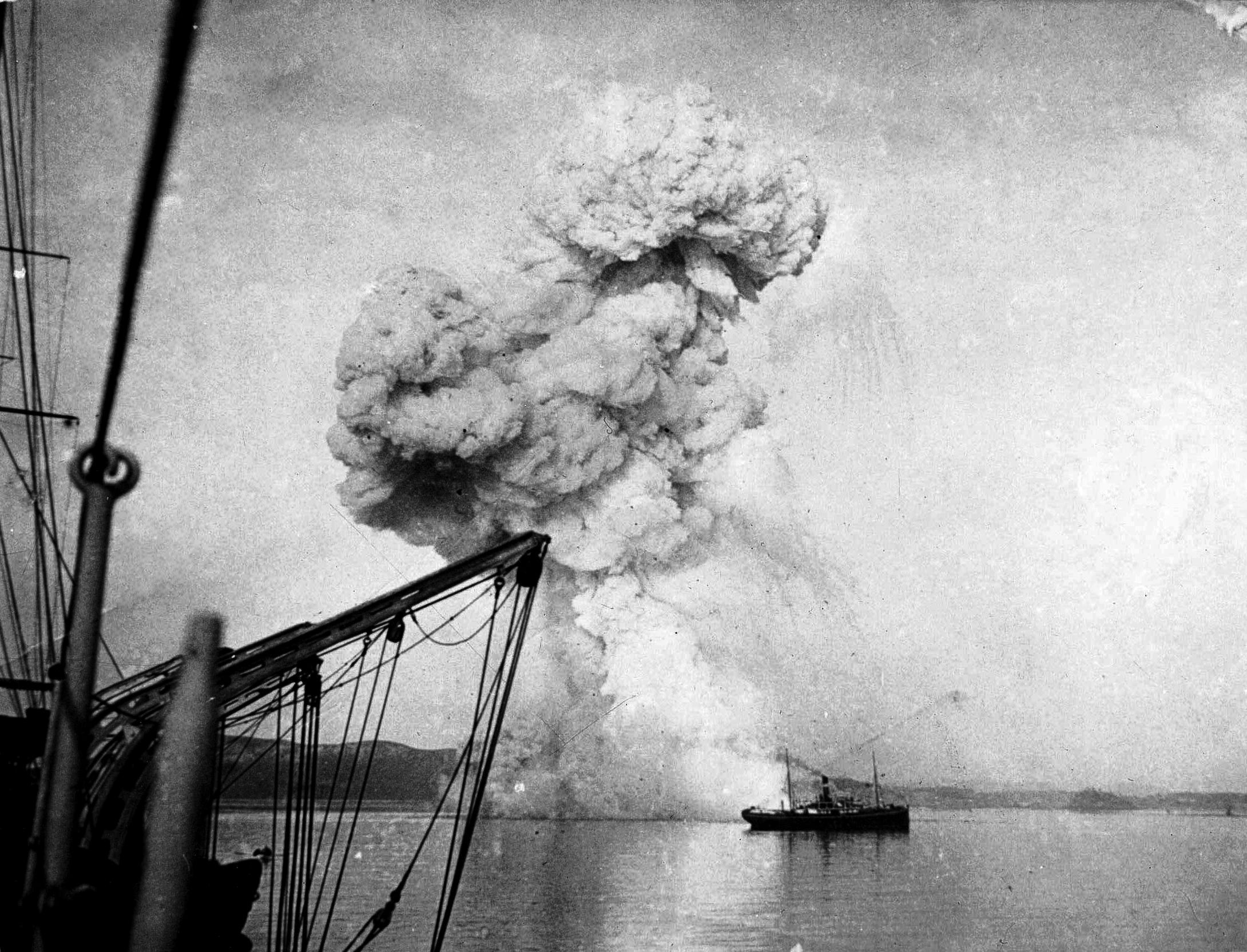
自爆するコレーエツ

日本は1904年2月6日にロシア側へ国交断交を通知し、同日佐世保から旅順と仁川のロシア艦艇攻撃のために連合艦隊が出撃した。仁川のロシア艦艇攻撃は第四戦隊司令官瓜生外吉少将隷下の防護巡洋艦4隻と臨時に加えられた装甲巡洋艦2隻を中心とした部隊が担当した。仁川にいたロシア艦艇は防護巡洋艦ヴァリャーグと航洋砲艦コレーエツであったが、2月8日、瓜生少将はロシア艦艇に対して2月9日正午までの出港を要求した。ロシア側がこれを受け入れ出港したため、12時20分から戦闘が開始された。戦力的に圧倒的に不利なロシア側は損害を受け始めると仁川港に戻り、コレーエツは自爆、ヴァリャーグも自沈した。

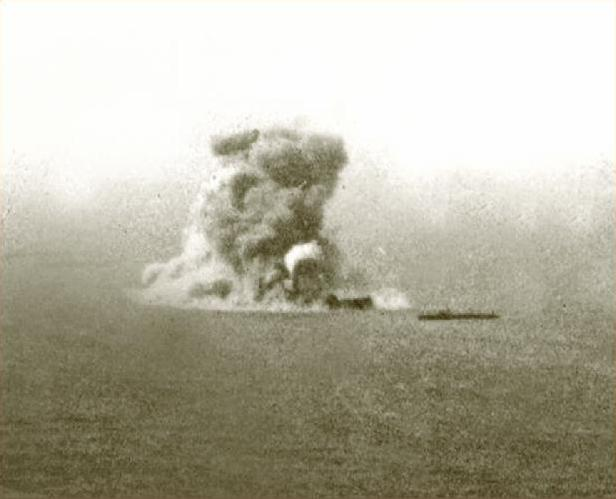
触雷で沈むペトロパヴロフスク

連合艦隊本隊は旅順に向かい、2月8日夜間から駆逐艦10隻が港内に侵入、9日早朝に魚雷攻撃を実施し戦艦2隻、防護巡洋艦1隻に損害を与えた。2月14日早朝にも駆逐艦の夜襲が行われたが戦果不明であった。このため、2月24日に閉塞船5隻による第一回目の旅順港閉塞作戦を実施するが効果は不十分であった。夜襲を許したスタルク中将は罷免され、マカロフ中将がロシア太平洋艦隊司令長官に任命され、3月6日に着任した。マカロフは積極的に艦艇を出撃させ、3月10日に港外で海戦が発生、双方に損害が出た。3月22日未明から連合艦隊の戦艦2隻が港内に向かって間接射撃を行うと、ロシア艦隊主力が出撃して来たため、日本側は退却した。3月27日に閉塞船4隻による第二回閉塞作戦が実施されるが、これも失敗した。4月12日夜、日本側は旅順口外に機雷を敷設、出羽重遠第三戦隊司令官が指揮する部隊（防護巡洋艦4隻、装甲巡洋艦2隻臨時補強）が囮となってロシア艦隊主力（戦艦2隻、巡洋艦3隻、駆逐艦9隻）を誘い出した。第一戦隊（戦艦6隻）が救援に到着するとロシア艦隊は反転したが、この際に戦艦ペトロパヴロフスク、戦艦ポベーダが共に触雷、ペトロパヴロフスクは砲弾と魚雷の誘爆に加えてボイラーが爆発したことにより沈没し、座乗のマカロフ中将も戦死した。5月2日の夜には閉塞船12隻を投入した第三回旅順口閉塞作戦が実施されたが失敗した。5月5日からロシア側も機雷敷設を開始し、15日に八島と初瀬が触雷沈没、同日に吉野が春日に衝突されて沈没した。その前後にも3隻が触雷沈没、2隻が事故で失われた。また、2月末頃からウラジオストク巡洋艦隊が活動を始め、3月以降は第二艦隊を対その対応に割かねばならなくなっていた。なお、沈没した八島と初瀬に代わり、建造中にアルゼンチン海軍から急遽買い取った春日型装甲巡洋艦2隻が第一艦隊第一戦隊に編入された。
結局、海上からの攻撃のみでは旅順艦隊の撃滅は無理と判断した海軍は陸軍に協力を依頼し、第3軍が旅順要塞攻略を担当することとなった。

### 黄海海戦
マカロフの後任となったヴィリゲリム・ヴィトゲフト少将は艦隊温存策をとったが、第3軍が旅順に迫ると陸上からの砲撃で艦艇に被害が出始めた。このためヴィトゲフトは旅順艦隊（戦艦6隻、防護巡洋艦4隻他）をウラジオストクに回航することを決定、8月10日に出港した。6月23日にも旅順艦隊は出撃していたが、連合艦隊に遭遇するとすぐに旅順に引き返していた。このため、連合艦隊（戦艦4隻、装甲巡洋艦4隻、防護巡洋艦10隻他）は、旅順艦隊が十分沖に出るまで待ち13時10分から攻撃を開始した。東郷が直卒する第一戦隊（戦艦4、装甲巡洋艦2）は敵主力戦艦隊の前面を横切る丁字戦法を試みたが、遠距離からの砲戦となったため命中弾は少なく、また旅順艦隊が引き返すことを警戒し過ぎたこともあり、ウラジオストクへの脱出を目指す旅順艦隊に一旦は逃げられてしまった。速度に勝る連合艦隊はこれを追撃したが、旅順艦隊を捕捉・砲撃を再開できたのは17時30分になってからであった。18時40分、旗艦ツェサレーヴィチの艦橋に2発の砲弾が直撃しヴィトゲフトが戦死、舵手も倒れたツェサレーヴィチは左に急旋回したため、旅順艦隊は統一した艦隊行動を取れなくなり四散した。連合艦隊は四散しながら南下する旅順艦隊を攻撃し夜間には水雷攻撃を行ったがこれは失敗した。その後ツェサレーヴィチはドイツ領の膠州湾租借地に逃げ込み、残り5隻の戦艦はなんとか旅順に帰還した。旅順では各艦の損害を修復することが出来ず、艦隊としての戦闘能力は失われた。しかし日本側はこれを察知できず、旅順陥落まで沖合いで監視行動を続けた。
旅順艦隊出撃を知ったウラジオストク巡洋艦隊（装甲巡洋艦3隻）は旅順艦隊を援護すべく出撃したが、8月14日に第二艦隊（装甲巡洋艦4隻、防護巡洋艦4隻）に蔚山沖で捕捉され撃破された。

### 日露海戦史の編纂
帝国海軍は、日露戦争の開戦1か月前の1904年（明治37年）1月に、小笠原長生少佐（明治36年2月から巡洋艦「千代田」副長）を海軍軍令部参謀に補し、日露海戦史の編纂主務者とした。1903年（明治36年）9月から1909年（明治39年）11月まで（日露戦争の全期間を含む）海軍軍令部次長を務めた伊集院五郎中将が、自らが日清戦争の後に『明治二十七八年海戦史』の編纂主務者を務めた際に多くの困難に遭った経験に照らし、日露開戦前に戦史編纂準備を始めたもの。伊集院が小笠原を編纂主務者に選んだのは、『明治二十七八年海戦史』の編纂過程で主務者の伊集院を助けての働きを高く評価したため（外山三郎の研究による）。
1905年（明治38年）3月、海軍軍令部長の伊東祐亨大将は、海軍大臣の山本権兵衛大将に、日露海戦史の編纂方針を提出し、海軍大臣の了承を得た。この方針の骨子は「(1)編纂期間を5年とする (2)編纂委員会を設置することなく、海軍軍令部第4班長が編纂にあたる」であるが、この基本方針を策定し、編纂責任者たる海軍軍令部第4班長（江頭安太郎少将、次いで名和又八郎少将）の下で編纂主務者となったのは小笠原（1905年（明治37年）4月に中佐に進級）であった。
小笠原らは1905年（明治38年）12月から『極秘明治三十七八年海戦史』（150巻、『極秘海戦史』と通称される）の編纂を開始し、1911年（明治44年）に完成させた。『極秘海戦史』は海軍部内限りの図書であり、所定の部隊・官衙・学校などに配布されたが、1945年（昭和20年）の敗戦時に全て焼却された。明治天皇に献上された一揃いのみが処分されずに現存し、防衛省防衛研究所戦史部に「千代田文庫」として保管されており、一般の閲覧も可能である。
『極秘海戦史』をもとに、小笠原らによって『明治三十七八年海戦史』が編纂された。『明治三十七八年海戦史』は、1909年（明治42年）に春陽堂から4巻本として公刊され、日露戦争30周年の1934年（昭和9年）に内閣印刷局朝陽会から、「医務衛生編」を除き、2巻本に再編集して再刊された。
なお、海軍軍令部は、『明治三十七八年海戦史』から日本海海戦に関する部分を要約して、同じく1934年（昭和9年）に内閣印刷局朝陽会から『日本海大海戦史』として刊行した。
帝国海軍は、春陽堂から明治42年に刊行された『明治三十七八年海戦史』を当時のロシア帝国海軍に寄贈した。ロシア帝国海軍軍令部では同書を資料に含め、日露戦争の海戦史を編纂した。これを入手した海軍軍令部は、和訳して『千九百四、五年露日海戦史』を作成し、海軍部内資料とした。
『明治三十七八年海戦史』は、平間洋一が解題を付して、2004年（平成16年）に芙蓉書房出版から3巻本として再刊された（ISBN 9784829503492） 。これは、明治42年の春陽堂版から「医務衛生編」を除いたものを底本としている。
『千九百四、五年露日海戦史』も、平間洋一が解題を付して、2004年（平成16年）に芙蓉書房出版から2巻本として再刊された（ISBN 9784829503508）。

## 戦間期

### ワシントン海軍軍縮会議
第一次世界大戦後、各戦勝国はすみやかに海軍増強計画を立案した。その代表例は、アメリカのダニエル計画と日本の八八艦隊計画である。その能力が実証された航空機の導入も進み、海軍はセンピル教育団を招聘、海軍航空隊の拡充を試みた。しかし、このような建艦計画は各国財政の重荷となり、また第一次世界大戦後の戦禍は厭戦気分の高まりももたらしていた。
このような背景の中、列強国は海軍軍備競争の抑制を模索し始めた。1921年（大正10年）11月11日より、ウォレン・ハーディング米大統領の提案で、アメリカ合衆国ワシントンD.C.でワシントン海軍軍縮会議が開催された。参加国は日英米仏伊のいわゆる五大国（陸軍国のドイツとロシアを除く）で、既に海軍強国となっていた日本も重要な役割を占めた。結果、1922年（大正11年）にワシントン海軍軍縮条約が締結され、主力艦保有トン数比率は、英：米：日：仏：伊＝5：5：3：1.75：1.75と定められた。
これに対し、海軍内部では不満が高まり、特に「7割」を主張した強硬派の艦隊派と、妥協的に条約を受け入れる立場をとる穏健派の条約派との対立が生まれた。大正軍縮で予備役に編入された佐官級の海軍将校は、日露戦争の英雄である東郷平八郎元帥を担ぎ、またマスコミを利用することで艦隊派の主張を後押しした。陸軍においても宇垣軍縮が行われるという背景の中、大正軍縮への陸海軍部の不満は日に日に増大し、やがて統帥権干犯問題へと発展、軍部の台頭を招くことになる。

### ロンドン海軍軍縮会議
ワシントン条約成立後、各国は制限が行われなかった重巡洋艦の建造競争を開始した。パリ不戦条約（ケロッグ＝ブリアン協定）が締結され、軍縮の機運が高まる中、英米両国はワシントンで失敗した補助艦制限を試み、1930年（昭和5年）1月21日よりロンドン海軍軍縮会議が開かれた。
のロンドン海軍軍縮条約では、補助艦艇（巡洋艦、駆逐艦、潜水艦）の制限や重巡洋艦の保有比率（英：米：日＝10：10：7）が追加され、日本はさらに不利な立場に置かれた。

### 満州事変と第一次上海事変
1931年（昭和6年）に発生した満州事変に対し、海軍は内心反対であったが、強くは反対せず、結果的に事後承認される形となった。
1932年（昭和7年）、日華間で第一次上海事変が発生すると、日本海軍は第三艦隊（司令長官：野村吉三郎中将）及び陸戦隊約7000人（上海陸戦隊）を上海に派遣することを決定し、1月31日に到着する。大角海相は、荒木陸相に陸軍部隊の派遣を促し、大規模な衝突に発展した。上海事変では、正規空母部隊（第一航空戦隊、加賀・鳳翔）が初めて実戦に投入された。

### ワシントン条約の破棄
1933年（昭和8年）、日本は国際連盟を脱退。1934年（昭和9年）には、ワシントン条約の破棄を正式に宣言した（1936年失効）。
1935年（昭和10年）、海軍青年将校による五・一五事件も発生した。